# Mistrovství světa v orientačním běhu 2018
35. Mistrovství světa v orientačním běhu proběhlo ve dnech 4. srpna – 11. srpna 2018 v Lotyšsku; centrem sprintových disciplín bylo hlavní město Riga, ostatních disciplín město Sigulda.

## Účastnické státy
Mistrovství se zúčastnili sportovci ze 49 členských výprav Mezinárodní federace orientačního běhu, kteří se utkali o 9 medailových sad a celkem 48 medailí.
Z celkem 341 závodníků bylo 189 mužů a 152 žen.
- Argentina (1+0)
- Austrálie (6+5)
- Rakousko (4+4)
- Bělorusko (4+3)
- Belgie (5+2)
- Brazílie (2+2)
- Bulharsko (4+3)
- Kanada (3+1)
- Čína (4+4)
- Kolumbie (2+1)
- Chorvatsko (1+1)
- Česko (5+5)
- Dánsko (5+4)
- Egypt (3+0)
- Estonsko (6+6)
- Finsko (7+7)
- Francie (6+5)
- Německo (5+3)
- Spojené království (7+7)
- Hongkong (4+4)
- Maďarsko (4+4)
- Irsko (6+0)
- Izrael (3+0)
- Itálie (4+4)
- Japonsko (5+5)
- Kazachstán (3+3)
- Severní Korea (1+0)
- Jižní Korea (3+5)
- Lotyšsko (5+5)
- Litva (5+5)
- Moldavsko (1+1)
- Nizozemsko (1+0)
- Nový Zéland (5+4)
- Severní Makedonie (0+1)
- Norsko (8+6)
- Polsko (3+4)
- Portugalsko (4+2)
- Rumunsko (2+0)
- Rusko (5+5)
- Srbsko (1+0)
- Slovensko (3+1)
- Slovinsko (0+1)
- Jižní Afrika (1+1)
- Španělsko (5+4)
- Švédsko (6+6)
- Švýcarsko (7+6)
- Turecko (3+3)
- Ukrajina (6+4)
- Spojené státy americké (5+5)

## Program závodů
| Den    | Závod       | Centrum závodu |
| ------ | ----------- | -------------- |
| 4. 8.  | Sprint      | Riga           |
| 5. 8.  | Mix štafety | Riga           |
| 7. 8.  | Middle      | Sigulda        |
| 9. 8.  | Štafety     | Sigulda        |
| 11. 8. | Long        | Sigulda        |

## Závod ve sprintu (Sprint) - finále
Před odpoledním finále sprintu proběhla dopoledne kvalifikace. Z českých zástupců se do finále neprobojovala Vendula Horčičková.
| Zkrácené výsledky                                                                                       | Zkrácené výsledky                                                                                       | Zkrácené výsledky                                                                                       | Zkrácené výsledky                                                                                       | Zkrácené výsledky                                                                                      | Zkrácené výsledky                                                                                      | Zkrácené výsledky                                                                                      | Zkrácené výsledky                                                                                      |
| Muži | Muži | Muži | Muži | Ženy                                                                                                   | Ženy                                                                                                   | Ženy                                                                                                   | Ženy                                                                                                   |
| --- | --- | --- | --- | --- | --- | --- | --- |
| - Traťové parametry: 4,3 km, 20 m převýšení, 18 kontrol - Mapa: Vecrīga 1:4 000, E = 2 m - 46 závodníků | - Traťové parametry: 4,3 km, 20 m převýšení, 18 kontrol - Mapa: Vecrīga 1:4 000, E = 2 m - 46 závodníků | - Traťové parametry: 4,3 km, 20 m převýšení, 18 kontrol - Mapa: Vecrīga 1:4 000, E = 2 m - 46 závodníků | - Traťové parametry: 4,3 km, 20 m převýšení, 18 kontrol - Mapa: Vecrīga 1:4 000, E = 2 m - 46 závodníků | - Traťové parametry: 3,8 km, 15 m převýšení, 17 kontrol - Mapa: Vecrīga 1:4 000, E = 2 m - 46 závodnic | - Traťové parametry: 3,8 km, 15 m převýšení, 17 kontrol - Mapa: Vecrīga 1:4 000, E = 2 m - 46 závodnic | - Traťové parametry: 3,8 km, 15 m převýšení, 17 kontrol - Mapa: Vecrīga 1:4 000, E = 2 m - 46 závodnic | - Traťové parametry: 3,8 km, 15 m převýšení, 17 kontrol - Mapa: Vecrīga 1:4 000, E = 2 m - 46 závodnic |
| Umístění                                                                                                | Jméno                                                                                                   | Čas | Ztráta                                                                                                  | Umístění                                                                                               | Jméno                                                                                                  | Čas | Ztráta                                                                                                 |
| Zlatá medaile                                                                                           | Daniel Hubmann                                                                                          | 14:05                                                                                                   | | Zlatá medaile                                                                                          | Maja Almová                                                                                            | 13:43                                                                                                  | |
| Stříbrná medaile                                                                                        | Tim Robertson                                                                                           | 14:07                                                                                                   | +0:02                                                                                                   | Stříbrná medaile                                                                                       | Tove Alexanderssonová                                                                                  | 14:00                                                                                                  | +0:17                                                                                                  |
| Bronzová medaile                                                                                        | Andreas Kyburz                                                                                          | 14:26                                                                                                   | +0:21                                                                                                   | Bronzová medaile                                                                                       | Judith Wyderová                                                                                        | 14:10                                                                                                  | +0:27                                                                                                  |
| 4 | Yannick Michiels                                                                                        | 14:26                                                                                                   | +0:21                                                                                                   | 4 | Elena Roos                                                                                             | 14:16                                                                                                  | +0:33                                                                                                  |
| 5 | Matthias Kyburz                                                                                         | 14:28                                                                                                   | +0:23                                                                                                   | 5 | Lina Strand                                                                                            | 14:28                                                                                                  | +0:45                                                                                                  |
| 6 | Emil Svensk                                                                                             | 14:28                                                                                                   | +0:23                                                                                                   | 6 | Karolin Ohlsson                                                                                        | 14:32                                                                                                  | +0:49                                                                                                  |
| Oficiální výsledky a mapy                                                                               | | | | | | | |

## Závod sprintových štafet (Sprint Relay)
| - Traťové parametry: Úsek 1: 3,7 km / 30 m / 20 kontrol Úsek 2: 4,5 km / 30 m / 22 kontrol Úsek 3: 4,5 km / 30 m / 22 kontrol Úsek 4: 3,7 km / 30 m / 20 kontrol - Mapa: Āgenskalns 1:4 000, E = 2 m - 32 štafet |                                                                                                 |       |        |
| Umístění | Jména                                                                                           | Čas   | Ztráta |
| Zlatá medaile | Švédsko Tove Alexanderssonová Emil Svensk Jonas Leandersson Karolin Ohlsson                     | 58:27 |        |
| Stříbrná medaile | Švýcarsko Elena Roos Florian Howald Fabian Hertner Judith Wyderová                              | 58:58 | +0:31  |
| Bronzová medaile | Dánsko Amanda Falck Weberová Tue Lassen Jakob Edsen Maja Almová                                 | 59:14 | +0:47  |
| 4 | Norsko Silje Ekroll Jahrenová Øystein Kvaal Østerbø Hakon Jarvis Westergard Andrine Benjaminsen | 59:44 | +1:17  |
| 5 | Česko Jana Knapová Miloš Nykodým Vojtěch Král Tereza Janošíková                                 | 59:50 | +1:23  |
| 6 | Rusko Anastasija Rudná Andrej Chramov Artem Popov Galina Vinogradovová                          | 59:51 | +1:24  |
| Oficiální výsledky a mapy |                                                                                                 |       |        |

## Závod na krátké trati (Middle)
Závod proběhl v kopcovitém terénu (absolutní výškový rozdíl cca 75 m) v údolí řeky Gauja s bočními roklemi. Převážně smrkový a borovicový les s hustou vegetací byl se sníženou viditelností.
| Zkrácené výsledky                                                                                         | Zkrácené výsledky                                                                                         | Zkrácené výsledky                                                                                         | Zkrácené výsledky                                                                                         | Zkrácené výsledky                                                                                        | Zkrácené výsledky                                                                                        | Zkrácené výsledky                                                                                        | Zkrácené výsledky                                                                                        |
| Muži | Muži | Muži | Muži | Ženy | Ženy | Ženy | Ženy |
| --- | --- | --- | --- | --- | --- | --- | --- |
| - Traťové parametry: 5,9 km, 235 m převýšení, 19 kontrol - Mapa: Sigulda 1:10 000, E = 5 m - 76 závodníků | - Traťové parametry: 5,9 km, 235 m převýšení, 19 kontrol - Mapa: Sigulda 1:10 000, E = 5 m - 76 závodníků | - Traťové parametry: 5,9 km, 235 m převýšení, 19 kontrol - Mapa: Sigulda 1:10 000, E = 5 m - 76 závodníků | - Traťové parametry: 5,9 km, 235 m převýšení, 19 kontrol - Mapa: Sigulda 1:10 000, E = 5 m - 76 závodníků | - Traťové parametry: 4,8 km, 195 m převýšení, 17 kontrol - Mapa: Sigulda 1:10 000, E = 5 m - 71 závodnic | - Traťové parametry: 4,8 km, 195 m převýšení, 17 kontrol - Mapa: Sigulda 1:10 000, E = 5 m - 71 závodnic | - Traťové parametry: 4,8 km, 195 m převýšení, 17 kontrol - Mapa: Sigulda 1:10 000, E = 5 m - 71 závodnic | - Traťové parametry: 4,8 km, 195 m převýšení, 17 kontrol - Mapa: Sigulda 1:10 000, E = 5 m - 71 závodnic |
| Umístění                                                                                                  | Jméno | Čas | Ztráta | Umístění                                                                                                 | Jméno | Čas | Ztráta                                                                                                   |
| Zlatá medaile                                                                                             | Eskil Kinneberg                                                                                           | 32:59 | | Zlatá medaile                                                                                            | Natalija Gemperleová                                                                                     | 32:02 | |
| Stříbrná medaile                                                                                          | Daniel Hubmann                                                                                            | 33:05 | +0:06 | Stříbrná medaile                                                                                         | Marika Teini                                                                                             | 33:32 | +1:30 |
| Bronzová medaile                                                                                          | Florian Howald                                                                                            | 33:13 | +0:14 | Bronzová medaile                                                                                         | Isia Basset                                                                                              | 33:56 | +1:54 |
| 4 | Matthias Kyburz                                                                                           | 33:22 | +0:23 | 4 | Sabine Hauswirthová                                                                                      | 34:01 | +1:59 |
| 5 | Oleksandr Kratov                                                                                          | 33:38 | +0:39 | 5 | Jana Knapová                                                                                             | 34:04 | +2:02 |
| 6 | Olav Lundanes                                                                                             | 33:42 | +0:43 | 6 | Sara Hagström                                                                                            | 34:17 | +2:15 |
| Oficiální výsledky a mapy                                                                                 | | | | | | | |

## Závod štafet (Relay)
| Zkrácené výsledky                                          | Zkrácené výsledky                                              | Zkrácené výsledky                                          | Zkrácené výsledky                                          | Zkrácené výsledky                                          | Zkrácené výsledky                                                | Zkrácené výsledky                                          | Zkrácené výsledky                                          |
| Muži                                                       | Muži                                                           | Muži                                                       | Muži                                                       | Ženy                                                       | Ženy                                                             | Ženy                                                       | Ženy                                                       |
| ---------------------------------------------------------- | -------------------------------------------------------------- | ---------------------------------------------------------- | ---------------------------------------------------------- | ---------------------------------------------------------- | ---------------------------------------------------------------- | ---------------------------------------------------------- | ---------------------------------------------------------- |
| - Traťové parametry: - Mapa: 1:10 000, E = 5 m - 38 štafet | - Traťové parametry: - Mapa: 1:10 000, E = 5 m - 38 štafet     | - Traťové parametry: - Mapa: 1:10 000, E = 5 m - 38 štafet | - Traťové parametry: - Mapa: 1:10 000, E = 5 m - 38 štafet | - Traťové parametry: - Mapa: 1:10 000, E = 5 m - 29 štafet | - Traťové parametry: - Mapa: 1:10 000, E = 5 m - 29 štafet       | - Traťové parametry: - Mapa: 1:10 000, E = 5 m - 29 štafet | - Traťové parametry: - Mapa: 1:10 000, E = 5 m - 29 štafet |
| Umístění                                                   | Jméno                                                          | Čas                                                        | Ztráta                                                     | Umístění                                                   | Jméno                                                            | Čas                                                        | Ztráta                                                     |
| Zlatá medaile                                              | Norsko Hallan Steiwer Gaute Eskil Kinneberg Magne Dæhli        | 1:47:26                                                    |                                                            | Zlatá medaile                                              | Švýcarsko Elena Roos Julia Jakob Judith Wyderová                 | 1:45:03                                                    |                                                            |
| Stříbrná medaile                                           | Švýcarsko Florian Howald Daniel Hubmann Matthias Kyburz        | 1:47:30                                                    | +0:04                                                      | Stříbrná medaile                                           | Švédsko Helena Bergman Karolin Ohlsson Tove Alexanderssonová     | 1:45:18                                                    | +0:15                                                      |
| Bronzová medaile                                           | Francie Nicolas Rio Lucas Basset Frédéric Tranchand            | 1:47:36                                                    | +0:10                                                      | Bronzová medaile                                           | Rusko Anastasija Rudná Taťána Rjabkinová Natalija Gemperleová    | 1:47:20                                                    | +2:17                                                      |
| 4                                                          | Rakousko Matthias Groell Gernot Ymsen Kerschbau Robert Merl    | 1:47:43                                                    | +0:17                                                      | 4                                                          | Norsko Kamilla Olaussen Marianne Andersenová Andrine Benjaminsen | 1:50:09                                                    | +5:06                                                      |
| 5                                                          | Česko Pavel Kubát Miloš Nykodým Vojtěch Král                   | 1:48:02                                                    | +0:36                                                      | 5                                                          | Finsko Sofia Haajanen Maija Sianoja Marika Teini                 | 1:54:56                                                    | +9:53                                                      |
| 6                                                          | Spojené království Peter Hodkinson Kristian Jones Ralph Street | 1:48:03                                                    | +0:37                                                      | 6                                                          | Dánsko Amanda Falck Weberová Caroline Gjotterup Maja Almová      | 1:55:09                                                    | +10:06                                                     |
| Oficiální výsledky a mapy                                  |                                                                |                                                            |                                                            |                                                            |                                                                  |                                                            |                                                            |

## Závod na klasické trati (Long)
| Zkrácené výsledky                                                                                  | Zkrácené výsledky                                                                                  | Zkrácené výsledky                                                                                  | Zkrácené výsledky                                                                                  | Zkrácené výsledky                                                                                | Zkrácené výsledky                                                                                | Zkrácené výsledky                                                                                | Zkrácené výsledky                                                                                |
| Muži                                                                                               | Muži                                                                                               | Muži                                                                                               | Muži                                                                                               | Ženy                                                                                             | Ženy                                                                                             | Ženy                                                                                             | Ženy                                                                                             |
| -------------------------------------------------------------------------------------------------- | -------------------------------------------------------------------------------------------------- | -------------------------------------------------------------------------------------------------- | -------------------------------------------------------------------------------------------------- | ------------------------------------------------------------------------------------------------ | ------------------------------------------------------------------------------------------------ | ------------------------------------------------------------------------------------------------ | ------------------------------------------------------------------------------------------------ |
| - Traťové parametry: 16,1 km, 640 m převýšení, 24 kontrol - Mapa: 1:15 000, E = 5 m - 74 závodníků | - Traťové parametry: 16,1 km, 640 m převýšení, 24 kontrol - Mapa: 1:15 000, E = 5 m - 74 závodníků | - Traťové parametry: 16,1 km, 640 m převýšení, 24 kontrol - Mapa: 1:15 000, E = 5 m - 74 závodníků | - Traťové parametry: 16,1 km, 640 m převýšení, 24 kontrol - Mapa: 1:15 000, E = 5 m - 74 závodníků | - Traťové parametry: 9,9 km, 475 m převýšení, 18 kontrol - Mapa: 1:15 000, E = 5 m - 71 závodnic | - Traťové parametry: 9,9 km, 475 m převýšení, 18 kontrol - Mapa: 1:15 000, E = 5 m - 71 závodnic | - Traťové parametry: 9,9 km, 475 m převýšení, 18 kontrol - Mapa: 1:15 000, E = 5 m - 71 závodnic | - Traťové parametry: 9,9 km, 475 m převýšení, 18 kontrol - Mapa: 1:15 000, E = 5 m - 71 závodnic |
| Umístění                                                                                           | Jméno                                                                                              | Čas                                                                                                | Ztráta                                                                                             | Umístění                                                                                         | Jméno                                                                                            | Čas                                                                                              | Ztráta                                                                                           |
| Zlatá medaile                                                                                      | Olav Lundanes                                                                                      | 1:37:43                                                                                            | | Zlatá medaile                                                                                    | Tove Alexanderssonová                                                                            | 1:14:04                                                                                          |                                                                                                  |
| Stříbrná medaile                                                                                   | Ruslan Glibov                                                                                      | 1:40:20                                                                                            | +2:37                                                                                              | Stříbrná medaile                                                                                 | Maja Almová                                                                                      | 1:15:31                                                                                          | +1:27                                                                                            |
| Bronzová medaile                                                                                   | Fabian Hertner                                                                                     | 1:40:47                                                                                            | +3:04                                                                                              | Bronzová medaile                                                                                 | Sabine Hauswirthová                                                                              | 1:16:30                                                                                          | +2:26                                                                                            |
| 4                                                                                                  | Daniel Hubmann                                                                                     | 1:41:32                                                                                            | +3:49                                                                                              | 4                                                                                                | Natalija Gemperleová                                                                             | 1:20:03                                                                                          | +5:59                                                                                            |
| 5                                                                                                  | Gustav Bergman                                                                                     | 1:41:34                                                                                            | +3:51                                                                                              | 5                                                                                                | Kamilla Olaussen                                                                                 | 1:20:59                                                                                          | +6:55                                                                                            |
| 6                                                                                                  | Eskil Kinneberg                                                                                    | 1:42:35                                                                                            | +4:52                                                                                              | 6                                                                                                | Andrine Benjaminsen                                                                              | 1:21:48                                                                                          | +7:44                                                                                            |
| Oficiální výsledky a mapy                                                                          | | | |                                                                                                  |                                                                                                  |                                                                                                  |                                                                                                  |

## Medailové pořadí podle zemí
Pořadí zúčastněných zemí podle získaných medailí v jednotlivých závodech mistrovství (tzv. olympijské hodnocení).
| Medailové pořadí podle zemí | Medailové pořadí podle zemí | Medailové pořadí podle zemí | Medailové pořadí podle zemí | Medailové pořadí podle zemí | Medailové pořadí podle zemí |
| Pořadí                      | Stát                        | Zlatá medaile               | Stříbrná medaile            | Bronzová medaile            | Celkem                      |
| --------------------------- | --------------------------- | --------------------------- | --------------------------- | --------------------------- | --------------------------- |
| 1                           | Norsko                      | 3                           |                             |                             | 3                           |
| 2                           | Švýcarsko                   | 2                           | 3                           | 5                           | 10                          |
| 3                           | Švédsko                     | 2                           | 2                           |                             | 4                           |
| 4                           | Dánsko                      | 1                           | 1                           | 1                           | 3                           |
| 5                           | Rusko                       | 1                           |                             | 1                           | 2                           |
| 6                           | Ukrajina                    |                             | 1                           |                             | 1                           |
| 6                           | Nový Zéland                 |                             | 1                           |                             | 1                           |
| 6                           | Finsko                      |                             | 1                           |                             | 1                           |
| 7                           | Francie                     |                             |                             | 2                           | 2                           |

## Česká reprezentace na MS
Česko reprezentovalo 4 muži a 4 ženy pod vedením šéftrenéra Radka Novotného.
| Přehled umístění českých reprezentantů | Přehled umístění českých reprezentantů | Přehled umístění českých reprezentantů | Přehled umístění českých reprezentantů | Přehled umístění českých reprezentantů | Přehled umístění českých reprezentantů | Přehled umístění českých reprezentantů |
| Kategorie                              | Jméno                                  | Klasika                                | Krátká                                 | Sprint                                 | Štafety                                | Mix štafety                            |
| -------------------------------------- | -------------------------------------- | -------------------------------------- | -------------------------------------- | -------------------------------------- | -------------------------------------- | -------------------------------------- |
| Ženy                                   | Vendula Horčičková                     | 15. místo                              | 16. místo                              | Q                                      | 9. místo                               | X                                      |
| Ženy                                   | Adéla Indráková                        | X                                      | X                                      | 37. místo                              | X                                      | X                                      |
| Ženy                                   | Tereza Janošíková                      | X                                      | X                                      | 19. místo                              | 9. místo                               | 5. místo                               |
| Ženy                                   | Jana Knapová                           | 17. místo                              | 5. místo                               | X                                      | 9. místo                               | 5. místo                               |
| Muži                                   | Vojtěch Král                           | 13. místo                              | 14. místo                              | 11. místo                              | 5. místo                               | 5. místo                               |
| Muži                                   | Pavel Kubát                            | 21. místo                              | 22. místo                              | X                                      | 5. místo                               | X                                      |
| Muži                                   | Marek Minář                            | X                                      | X                                      | 25. místo                              | X                                      | X                                      |
| Muži                                   | Miloš Nykodým                          | 25. místo                              | 33. místo                              | 12. místo                              | 5. místo                               | 5. místo                               |